# Löhrmühle
Die Löhrmühle, auch Löher Mühle genannt, ist ein Ortsteil der Stadt Halver im Märkischen Kreis (Nordrhein-Westfalen) und zugleich die älteste noch erhaltene Wassermühle an der Ennepe. Ein Mahlgang wurde restauriert und ist noch heute betriebsbereit.

## Geschichte

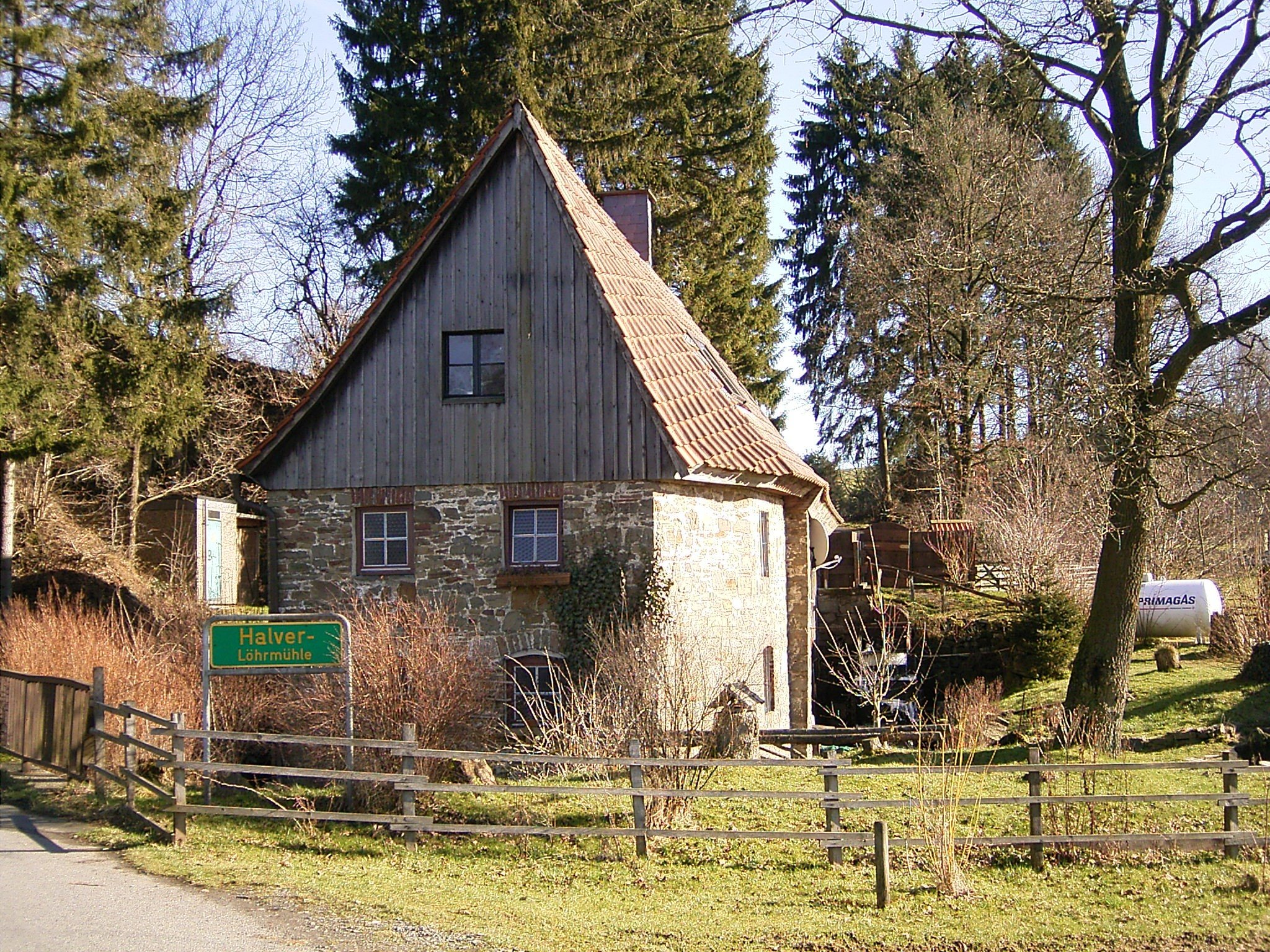
Löhrmühle (Löher Mühle)

Die erstmals 1566 (laut anderen Angaben 1552) urkundlich erwähnte Mühle liegt auf dem Stadtgebiet des märkischen Halver. Nach dem benachbarten Fronhof Stieneichhofen wurde sie zunächst Eichhofer Mühle genannt, erst ab 1810 setzte sich die heutige Bezeichnung durch.
Besitzer der Mühle war 1566 das Hohe Stift St. Gereon zu Köln, das den Fronhof und die dazugehörige Mühle an die Adelsfamilie von Edelkirchen veräußerte. Später war sie im Eigentum des Freiherrn von Holtzbrinck aus Altena (später Haus Rhade).
Nach dem Verfall Ende des 18. Jahrhunderts wurde sie 1805 neu errichtet.
1818 lebten sechs Einwohner im Ort. 1838 gehörte Löhrmühle der Eickhöfer Bauerschaft innerhalb der Bürgermeisterei Halver an. Der laut der Ortschafts- und Entfernungs-Tabelle des Regierungs-Bezirks Arnsberg als Malmühle und Ackergut bezeichnete Ort besaß zu dieser Zeit ein Wohnhaus, eine Fabrik bzw. Mühle und zwei landwirtschaftliche Gebäude. Zu dieser Zeit lebten acht Einwohner im Ort, allesamt evangelischen Glaubens.
Das Gemeindelexikon für die Provinz Westfalen von 1887 gibt eine Zahl von fünf Einwohnern an, die in einem Wohnhaus lebten.

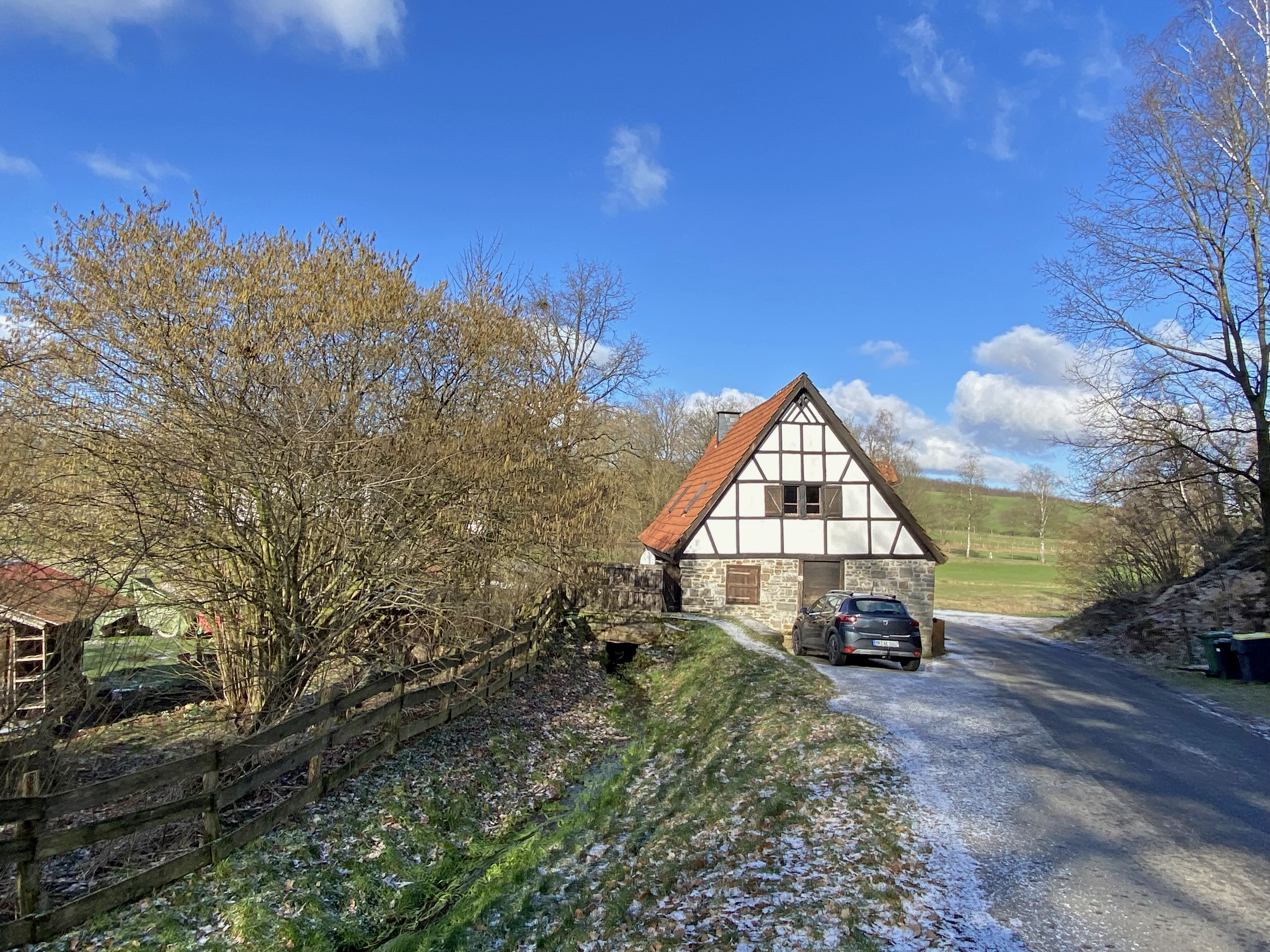
Baudenkmal Löhrmühle mit Obergraben
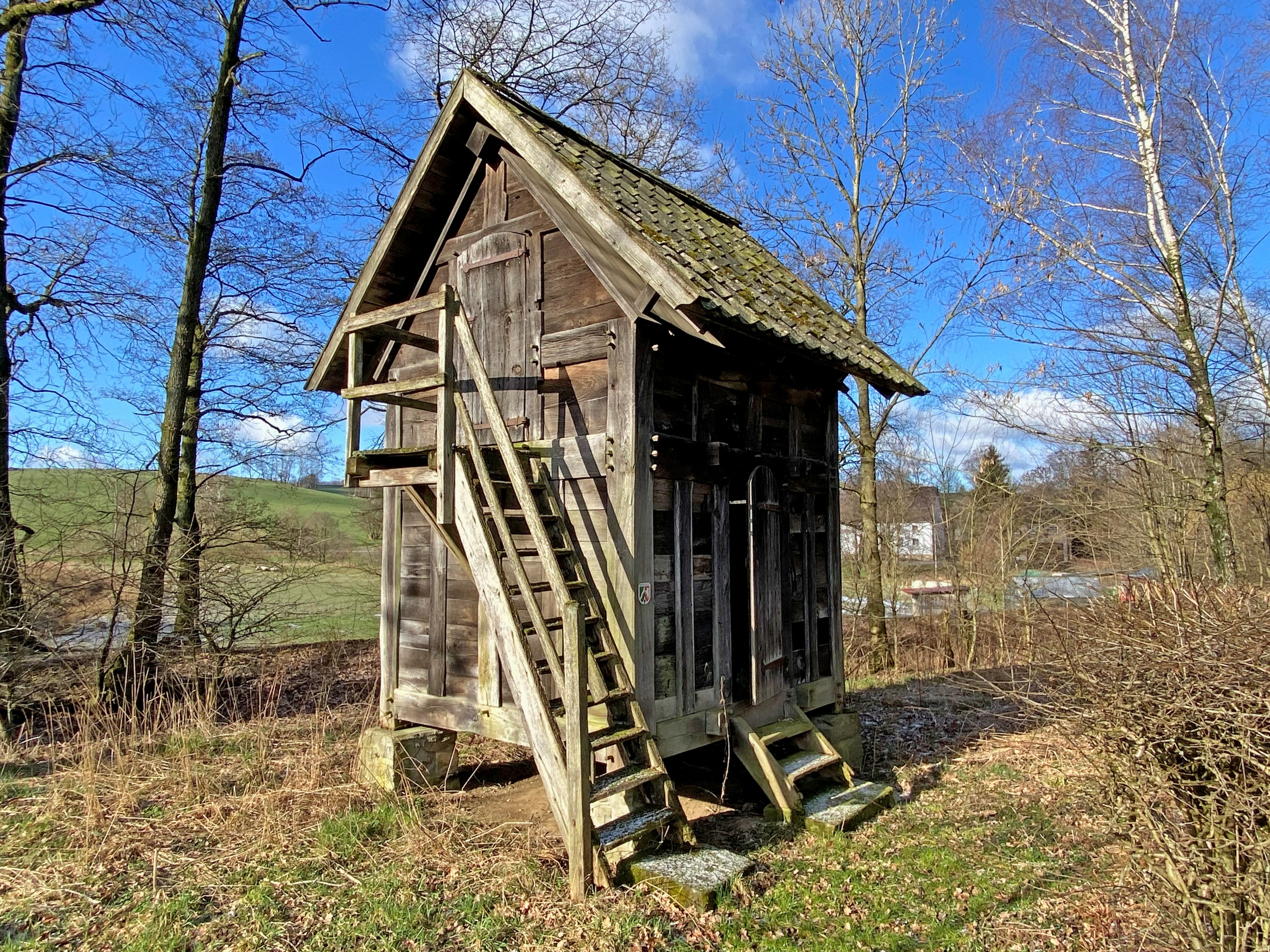
Baudenkmal Kornkasten Löhrmühle (1686)
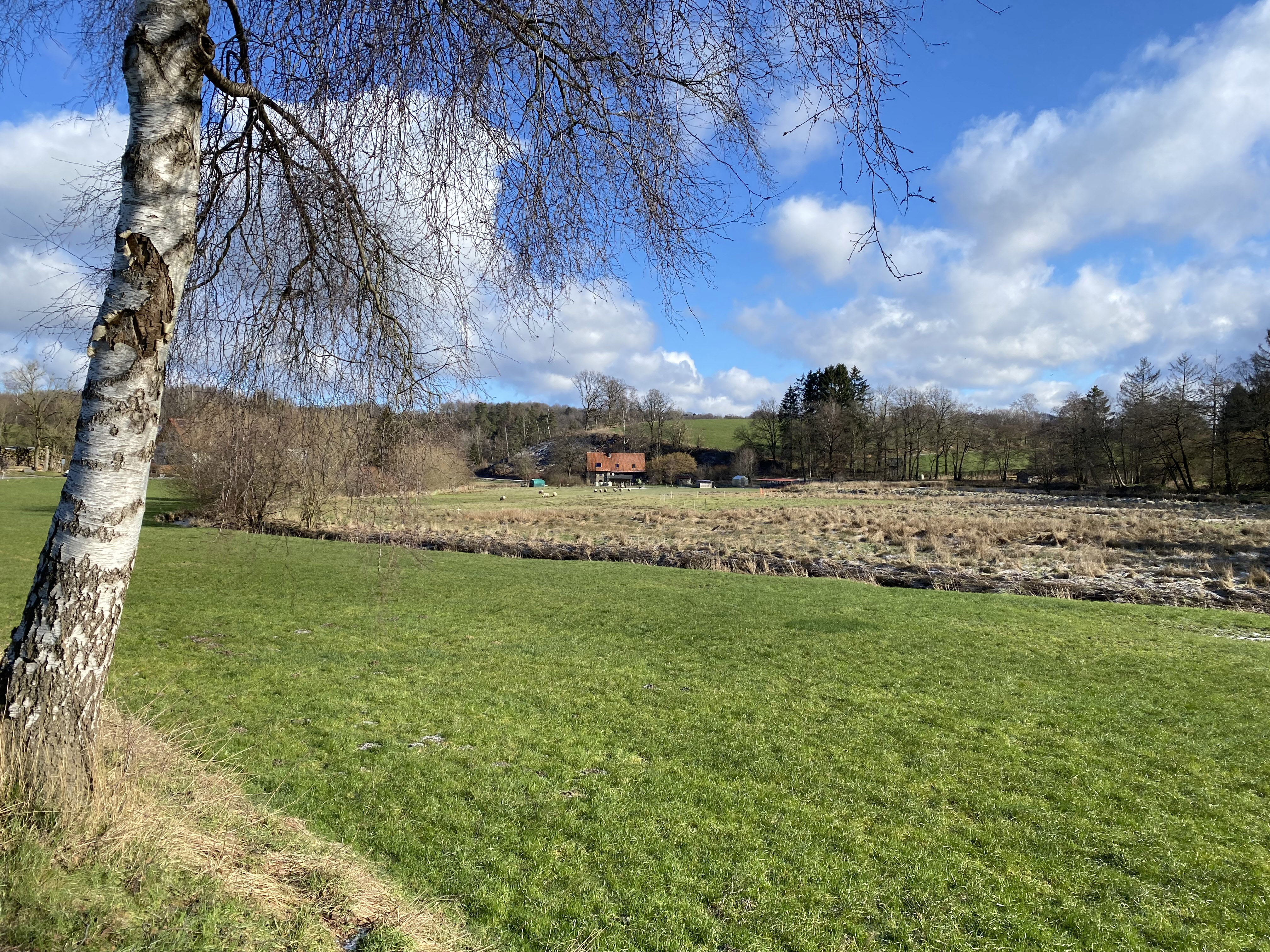
Ennepe mit Löhrmühle